# 法兰·艾伦
法蘭西斯·伊麗莎白·艾倫 （英語：Frances Elizabeth Allen，1932年8月4日—2020年8月4日）， 暱稱法蘭·艾倫（英語：Fran Allen）是一位计算机科学家，作为一名编译器优化领域的先驱。她是第一位女性IBM院士，并且在2006年她荣获圖靈獎是第一位獲得此獎的女性。她的成就包括在编译器、程序优化和并行化方面的开创性工作。她从1957年到2002年在IBM工作，随后是一名荣誉院士。

## 早年生活和教育
艾伦在纽约州秘鲁镇的一个农场长大，毗邻尚普兰湖，是六个孩子中最大的一个。她的父亲是农民，母亲是小学教师。她的早期小学教育在一所小学 - 离她家一英里的一个单间校舍的小学，后来她就读于当地的一所高中。
1954年，艾伦毕业于美国纽约州立大学奥尔巴尼分校，并获得学士学位，并开始在纽约州秘鲁镇的学校任教。 两年后，她就读于密歇根大学，并于1957年获得了数学硕士学位。

## 事业和研究
1957 年，她背负了学生贷款的沉重债务，她以程序员的身份加入了纽约州波基普西(Poughkeepsie)的IBM研究院，在那里她向新员工教授Fortran的基础知识。她计划在偿还学生贷款后重返教学岗位，但最终在她45年的职业生涯中一直留在IBM。艾伦于1959年被分配到Harvest项目，负责与美国国家安全局的代码破解工作，并研究一种名为 Alpha 的编程语言。 她管理了Harvest项目和Stretch项目的编译器优化团队。1962 年，她被调职到 Thomas J. Watson 研究中心，在那里她为IBM的先进电脑项目ACS-1项目（IBM Advanced Computer Systems project）做出了贡献，并在1970年代为PL/I做出了贡献。在这些年里，她与研究员約翰·科克一起撰写了一系列关于优化编译器的开创性论文，帮助提高从高级语言翻译机器代码的效率。
从1970年到1971年，她在纽约大学度过了学术休假并在之后担任了客座教授几年。另一次于1977年学术休假将她带到了斯坦福大学。
她在1980年代早期创立了并行翻译（Parallel TRANslation，PTRAN）研究组，致力于研究并行電腦的编译问题。该小组的工作在编译器的并行化方面处于世界领先的位置。她在这些项目中的工作促成了许多目前广泛应用于商业编译器中的程序优化算法和技术。艾伦在IBM业界有广泛影响，并于1989年成为第一位女性IBM院士。她也是IBM技术研究院（IBM Academy of Technology）的主席。

## 荣誉

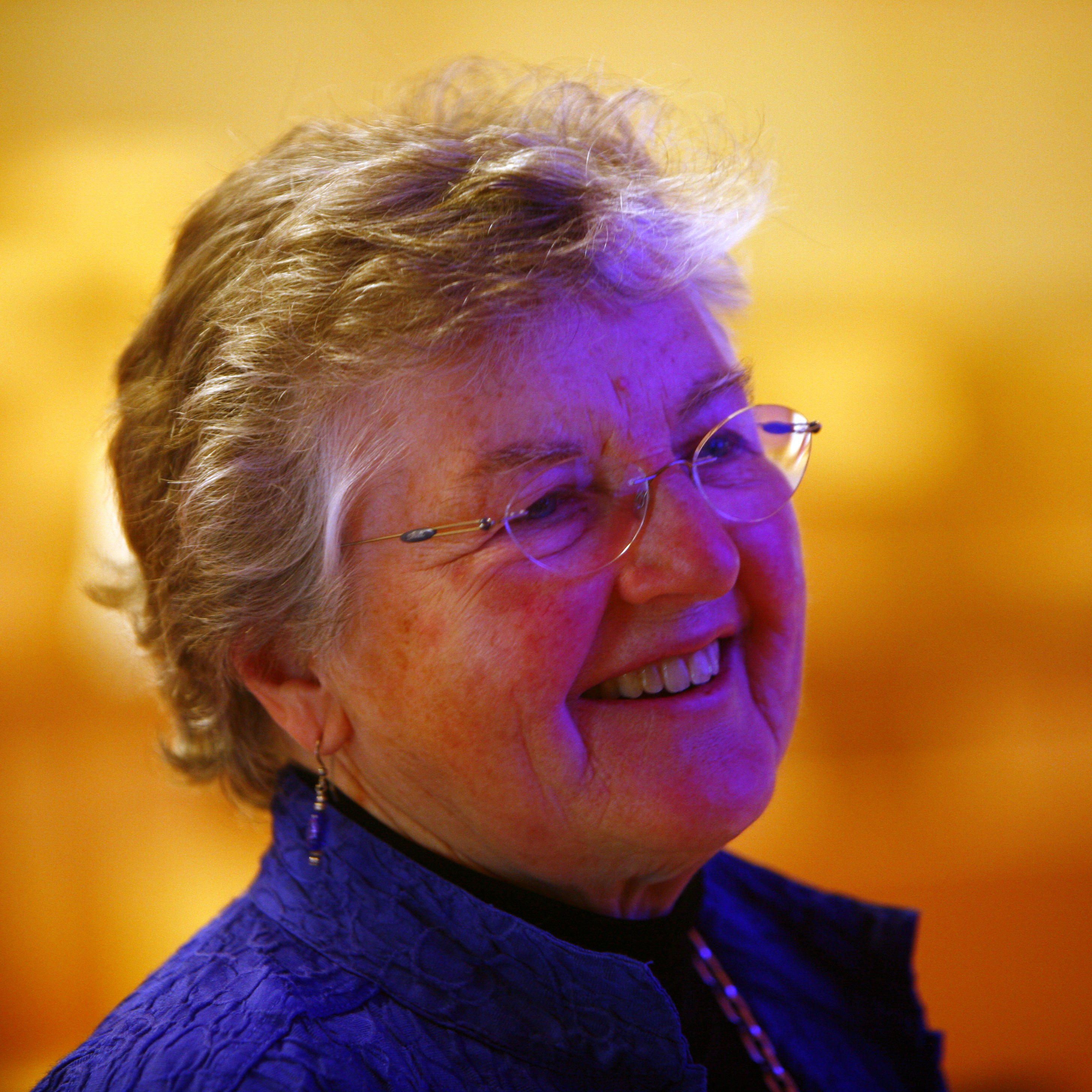
2008年5月6日在EPFL荣获Erna Hamburger杰出演讲奖的法兰·艾伦的肖像。

艾伦是电气电子工程师学会 (IEEE) 和计算机协会 (ACM) 的研究员。 2000 年，她因“对并行计算机程序优化和编译的贡献”而成为计算机历史博物馆的研究员。
1997年，艾伦被选入WITI 名人堂。 艾伦于2002年从IBM退休。
2007年2月，艾伦因“她对于优化编译器技术的理论和实践做出的先驱性贡献，这些技术为现代优化编译器和自动并行执行打下了基础”而成为第一位获得图灵奖的女性。

## 出版物
她的精选出版物列表包括：
- Allen, Frances E.; Cocke, John. Rustin, Randall , 编. . Design and Optimization of Compilers. Thomas J. Watson IBM Research Center. Prentice Hall. 1971  [2022-04-03]. （原始内容存档于2022-04-07）.
- Allen, Frances E., "Interprocedural data flow analysis", Proceedings of Information Processing 74, IFIP, Elsevier / North-Holland (1974), 398–402.
- Allen, Frances E. and J. Cocke, "A program data flow analysis procedure", Communications of the ACM, Vol. 19, No. 3 (March 1976), 137–147.
- Allen, Frances E. et al., "The Experimental Compiling System", IBM Journal of Research and Development, Vol. 24, No. 6, (November 1980), 695–715.
- Allen, Frances E., "The history of language processor technology at IBM", IBM Journal of Research and Development, Vol. 25, No. 5 (September 1981), 535–548.

## 个人生活
1972年，艾伦与纽约大学计算机科学教授和合作者Jacob T. Schwartz结婚。 他们于1982年离婚。
艾伦于2020年8月4日，即她88岁生日，死于阿茲海默症并发症。